# Kit Carson (film, 1940)
Pour les articles homonymes, voir Kit Carson (homonymie).
Kit Carson est un film américain réalisé en 1940 par George B. Seitz.

## Synopsis
Kit Carson et ses hommes se joignent à John C. Frémont sur la route qui le conduit en Californie. En chemin, ils sont attaqués par des Indiens envoyés par les autorités mexicaines, peu désireuses de les voir atteindre la Californie qui fait alors partie du Mexique. Frémont et Carson mènent ensuite une campagne, au nom des États-Unis, visant à annexer la Californie.

## Fiche technique
- Titre : Kit Carson
- Réalisation : George B. Seitz
- Scénariste : George Bruce, d'après une histoire d'Evelyn Wells
- Chef-opérateur : John J. Mescall
- Musique : Edward Ward
- Montage : William F. Claxton
- Décors : Edward G. Boyle
- Assistant-réalisateur : John Burch, Arthur Rosson
- Société de production : Edward Small Productions
- Durée : 97 minutes
- Date de sortie :
  - États-Unis : 26 août 1940

## Distribution
- Jon Hall : Kit Carson
- Lynn Bari : Dolorès Murphy
- Dana Andrews : Capitaine John C. Fremont
- Harold Huber : Lopez
- Ward Bond : Ape
- Raymond Hatton : Jim Bridger
- Renie Riano : Miss Pilchard
- Clayton Moore : Paul Terry
- C. Henry Gordon : Général Castro
- William Farnum : Don Miguel Murphy